# Bahnhof Vauxhall

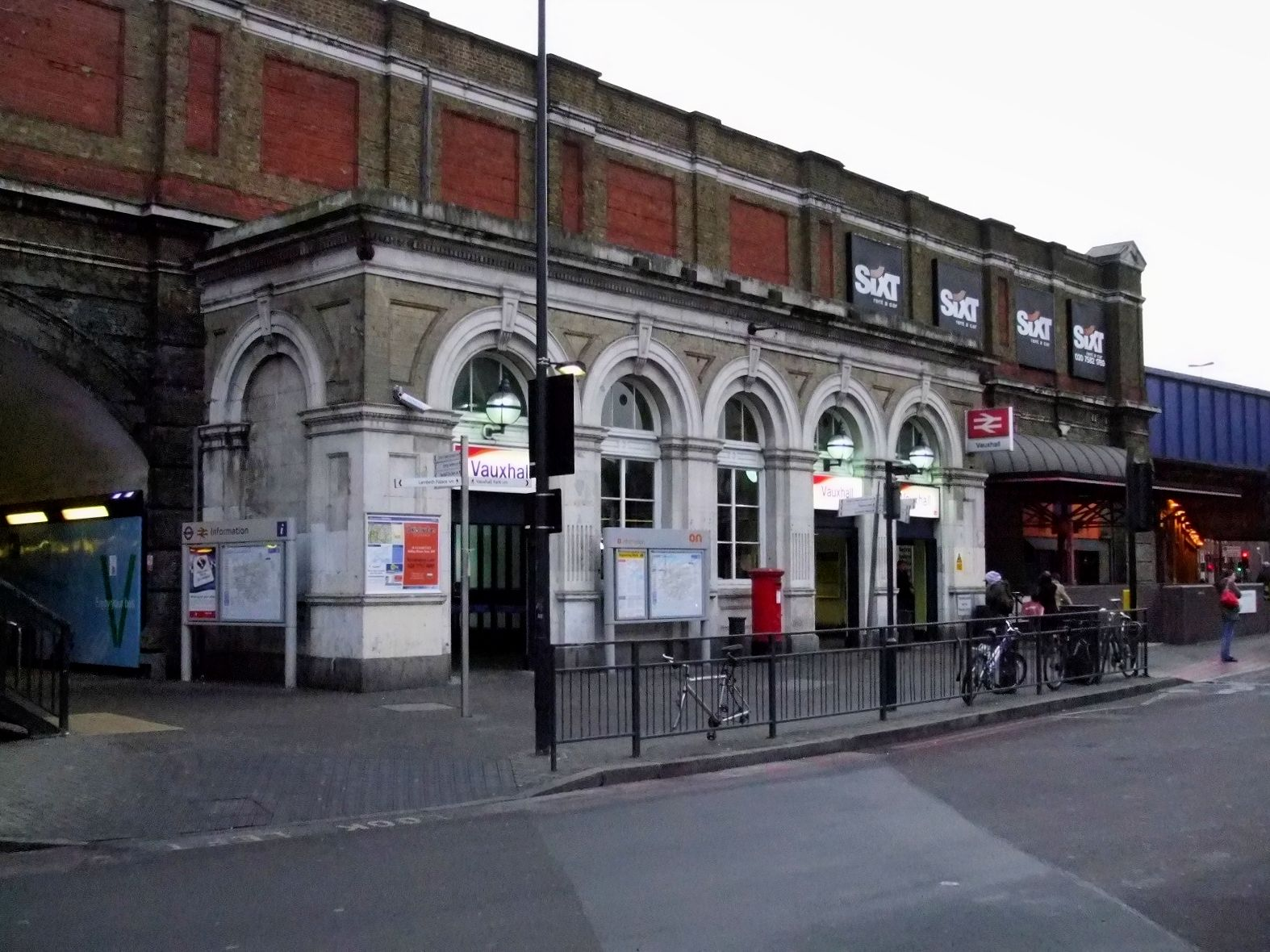
Bahnhofsgebäude

Der Bahnhof Vauxhall [ˈvɒksɔːl] ist ein Bahnhof in Vauxhall im Stadtbezirk Lambeth, an der Grenze der Travelcard-Tarifzonen 1 und 2. Die Nahverkehrsdrehscheibe, die auch eine unterirdische Station der London Underground umfasst, liegt am südlichen Ufer der Themse an der Zufahrt zur Vauxhall Bridge. Im Jahr 2013 nutzten 25,15 Millionen U-Bahn-Fahrgäste den Verkehrsknotenpunkt, hinzu kommen 19,066 Millionen Fahrgäste der Eisenbahn. In der Nähe befindet sich Vauxhall Cross, der Hauptsitz des Secret Intelligence Service.
Der auf einem Viadukt gelegene Bahnhof wurde am 11. Juli 1848 durch die London and South Western Railway (L&SWR) eröffnet. Heute verkehren hier Züge der Gesellschaft South West Trains von den inneren Vororten nach Waterloo. Züge zu den äußeren Vororten und Schnellzüge halten nicht in Vauxhall. Die am 23. Juli 1971 eröffnete U-Bahn-Station wird von der Victoria Line bedient. Auf dem Bahnhofsvorplatz wird seit Dezember 2004 ein Busbahnhof von den Stadtbussen angefahren, dessen Dach vollständig mit Solarzellen bedeckt ist.

## Vauxhall in der russischen Sprache

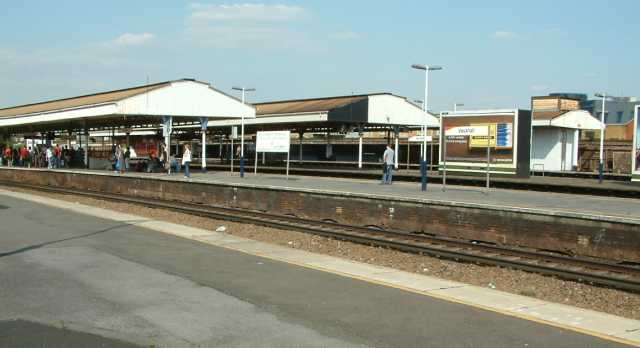
Bahnsteige von Westen her gesehen

Es gibt zwei miteinander konkurrierende Theorien, weshalb das russische Wort für Bahnhof woksal (Вокзал) lautet und ähnlich wie Vauxhall ausgesprochen wird. In der russischen Fachsprache bedeutet es „Empfangsgebäude“, während für den gesamten Bahnhof im Sinne einer Bahnanlage das Wort stanzija (станция) verwendet wird. Lange nahm man als Grund an, dass 1840 eine russische Delegation die Gegend besuchte, um den Bau der L&SWR zu inspizieren. Dabei sollen sie den Namen der Umgebung mit der Funktion des Gebäudes verwechselt haben. Als Zar Nikolaus I. im Jahr 1844 London besuchte, soll er hier die Züge beobachtet und den gleichen Fehler begangen haben. Allerdings lautete der Name der ursprünglichen Endstation der L&SWR damals Nine Elms.
Eine andere, wahrscheinlichere, Erklärung fußt darauf, dass das Empfangsgebäude des Bahnhofs Pawlowsk der ersten russischen Eisenbahnlinie, der Zarskoje-Selo-Bahn nach Sankt Petersburg, auch als Musikpavillon genutzt und als Hommage an das berühmte Vorbild Vauxhall Pleasure Gardens Woksal (in der Schreibweise воксал) genannt wurde. Für solche Pavillons war diese Bezeichnung schon viel früher gebräuchlich. So verwendete es Alexander Puschkin 1813 in seinem Gedicht An Natalia (Na guljanjach il w woksalach…). Bereits 1777 tauchte es in der Schreibweise foksal in der Zeitung Sanktpeterburgskije wedomosti auf. Der Name etablierte sich dann in der russischen Sprache als Lehnwort auch für alle anderen, üblicherweise nicht als Musikpavillons genutzten Empfangsgebäude.
Eine übereinstimmend in zwei Quellen genannte Erklärung für die Entstehung des Begriffs „Woksal“ ist der Plan der Eisenbahngesellschaft in den 1830er Jahren, mit einem Kultur- und Vergnügungstempel in Pawlowsk, am Ende der neu zu bauenden Zarskoje-Selo-Bahn, zahlungskräftige Passagiere anzulocken und somit die Rentabilität dieser Strecke zu sichern. Aus der westlichen Bezeichnung „Vauxhall“ oder „Voxhall“ für solche Vergnügungs- und Unterhaltungsstätten wurde der russische Begriff „Woksal“ (der Buchstabe „h“ fehlt im russischen Alphabet) abgeleitet. Das Konzept der Bahngesellschaft, dadurch zahlende Gäste in ihre Züge zu bringen, soll aufgegangen sein.